# André Boniface Louis Riquetti de Mirabeau

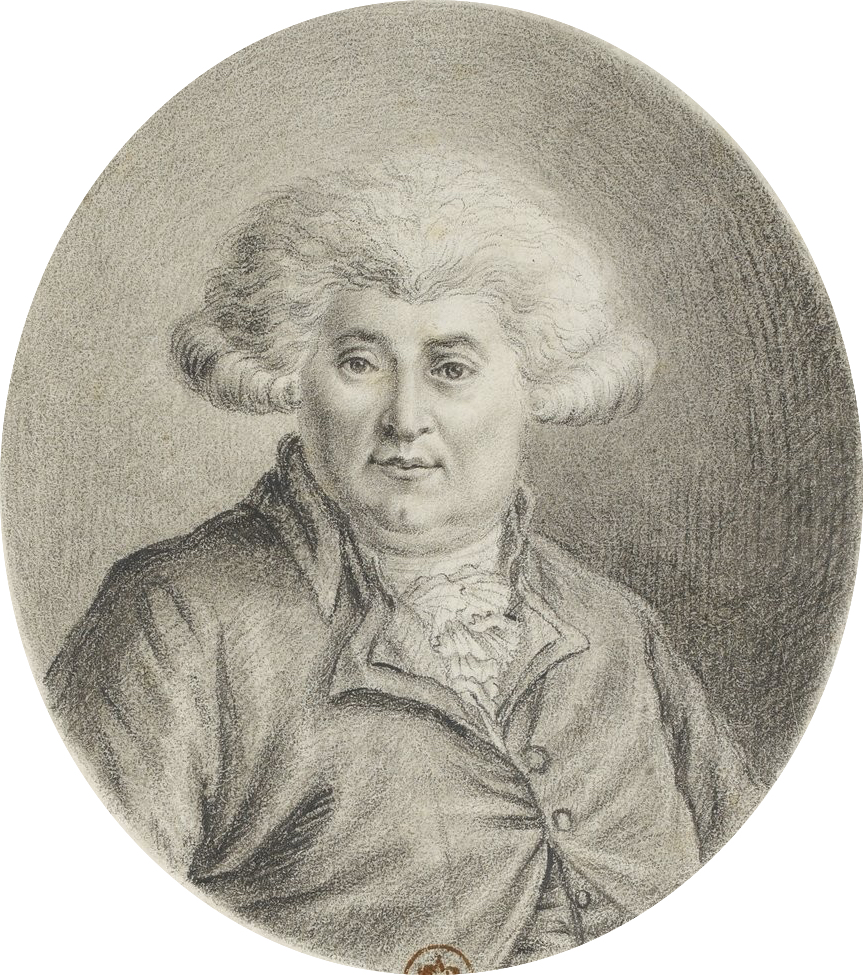
Anonymes Porträt Mirabeaus

André Boniface Louis Riquetti, vicomte de Mirabeau (* 30. November 1754 in Paris; † 15. September 1792 in Freiburg im Breisgau) war zu Beginn der Französischen Revolution einer ihrer konservativen Gegner.
Er war der Sohn von Victor Riquetti und der jüngere Bruder von Gabriel de Riqueti, comte de Mirabeau. Wegen seiner ausschweifenden Lebensweise trug er den Spitznamen Mirabeau-Tonneau („Mirabeau-Fass“). Während der Amerikanischen Revolution befehligte er als Oberst ein Regiment unter Rochambeau und wurde 1781 Zeuge der Schlacht von Yorktown.
Zurück in Paris, war er Mitglied der Freimaurerloge „Contrat social“. Beim Ausbruch der Französischen Revolution kam es zu einem Scharmützel zwischen dem von ihm befehligten Régiment de Touraine und dem revolutionstreuen Régiment de Vermandois. Danach verließ er 1790 Frankreich, um sich den königstreuen konterrevolutionären Kräften in der Armee der Emigranten in Deutschland anzuschließen. Er starb im September 1792 in Freiburg im Breisgau an einem Schlaganfall und wurde auf dem dortigen Soldatenfriedhof begraben. Nach dessen Aufhebung 1828 wurden seine Gebeine auf den heutigen Alten Friedhof umgebettet.